# Jessica útja
A Jessica útja (eredeti cím: True Spirit) 2023-ban bemutatott ausztrál életrajzi filmdráma, amelyet Sarah Spillane rendezett. A főbb szerepekben Teagan Croft, Cliff Curtis, Anna Paquin, Josh Lawson és Bridget Webb látható.
Ausztráliában 2023. január 26-án a mozikban, míg Magyarországon 2023. február 4-én a Netflixen mutatták be.

## Cselekmény
2009-ben a 16 éves Jessica Watson arról álmodik, hogy ő lesz a legfiatalabb ember, aki megállás és segítség nélkül körbehajózza a Földet, ami azt jelenti, hogy egyedül kell vitorláznia, és útközben egyetlen kikötőben sem köthet ki. Az út becslések szerint 200 napig tart, és át kell kelnie az Egyenlítőn és az összes hosszúsági körön. Csapata a szüleiből, három testvéréből és edzőjéből, Ben Bryantből áll: egy kegyvesztett, korábbi versenyvitorlázó. Amikor a hajóján, az Ella's Pink Lady-n tartózkodik, Jessica műholdas telefonon keresztül kommunikál a csapattal.
Egy próbaút során Jessica hajóját elütötte egy 63 000 tonnás teherhajó, amely letért az útvonaláról. Jessica nem vette észre a közeledő hajót, mert elfelejtette bekapcsolni a riasztórendszert, mielőtt lefeküdt. A baleset kételkedést kelt a médiában, hogy Jessica biztonságosan elérheti-e a célját. A szülei is aggódnak, de továbbra is támogatják ambícióit.
Jessica útnak indul Sydneyből, és a dolgok simán mennek, amíg nem találkozik az első nagy viharral. Jessica úgy dönt, hogy átvészeli a vihar végét, leengedi a vitorlát, és visszavonul a kabinjába. A hullámok olyan hevesek, hogy Jessica eszméletét veszti, és csak másnap reggel ébred fel. A szülei attól tartanak, hogy agyrázkódást szenvedett, de Jessica biztosítja őket, hogy jól van, és folytatja útját.
Egy "holt szélcsendes" időszak következik be, és Jessica hajója egy hétig mozdulatlan marad. Ez idő alatt a lány depressziótól és magánytól szenved. Heves vitába keveredik Bennel, és kegyetlenül emlékezteti őt arra, hogy az új-zélandi Millennium Kupán való versenyzés közben a legénységének egyik tagja az ő parancsnoksága alatt halt meg. Erre válaszul dühösen kilép a projektből. Jessica édesanyja arra bátorítja frusztrált lányát, hogy David Bowie "Starman" című dalát énekelve növelje a hangulatát, miközben az ég legfényesebb csillagát nézi.
A szél visszatér, és Jessica folytatja útját. Végül közeledik Ausztráliához, és körülbelül ezer mérföldre van Sydney-től. Mielőtt hazaérne, három viharral találkozik. Ben visszatér, és azt tanácsolja neki, hogy változtassa meg az útvonalat, és ezzel gyakorlatilag lemond a hivatalos világkörüli útról. Jessica nem hajlandó feladni, és úgy dönt, hogy végigcsinálja. A vihar sokkal hevesebbnek bizonyul, mint az előző. A Pink Lady felborul, és 4,5 méterrel a víz alá kerül. A hajó vészjelzője beindul, és a csapat úgy véli, Jessica talán megfulladt.
A Pink Lady azonban újra felbukkan. Jessica tájékoztatja a családját, hogy ő és a hajó biztonságban van. Visszatér Sydney kikötőjébe, 210 nappal az indulás után. Csapata és a nézők sokasága fogadja őt haza.
Az utószóból kiderül, hogy Jessicát 2011-ben az Év Fiatal Ausztráljának választották, diszlexia ellenére két könyvet írt, és még mindig lelkes vitorlázó.

## Szereplők
| Szerep         | Színész       | Magyar hang    |
| -------------- | ------------- | -------------- |
| Jessica Watson | Teagan Croft  | Ruszkai Szonja |
| Ben Bryant     | Cliff Curtis  | Epres Attila   |
| Julie Watson   | Anna Paquin   | Pap Katalin    |
| Roger Watson   | Josh Lawson   | Czvetkó Sándor |
| Emily Watson   | Bridget Webb  | Laudon Andrea  |
| Hannah Watson  | Vivien Turner | Bak Julianna   |
| Tom Watson     | Stacy Clausen | Bogdán Gergő   |
| Craig Atherton | Todd Lasance  | Varga Gábor    |

### Magyar változat
- Magyar szöveg: Berkes Dóra
- Hangmérnök: Salgai Róbert
- Felvevő hangmérnök: Regenye András
- Vágó: László László
- Gyártásvezető: Rába Ildikó
- Szinkronrendező: Sánta Annamária
- Produkciós vezető: Haramia Judit

A szinkront az Iyuno Hungary készítette el.

## A film készítése
A Netflix 2020. július 16-án jelentette be, hogy Watson True Spirit című memoárjából játékfilm készül Sarah Spillane rendezésében. A forgatás 2021 augusztusában kezdődött City of Gold Coast-ban. Koronavírus-világjárvány miatt elrendelt korlátozások befolyásolták a gyártást.